# Hannibal (TV-serie)
Hannibal är en amerikansk psykologisk thriller-kriminal-drama. Serien hade premiär på NBC den 4 april 2013 i USA och efter tre säsonger lades den ner 29 augusti 2015.
I Sverige började den visas på kanal 5 den 8 april 2013. Men på grund av svikande tittarsiffror visades bara fyra avsnitt och serien började visas igen den 17 juni. Den andra säsongen börjar sändas på kanal 9 den 27 april 2014.
NBC började utveckla serien 2011 och Bryan Fuller skrev manuset till pilotavsnittet som snabbt därefter blev till en serie av 13 avsnitt. Serien är baserad på karaktärerna i Thomas Harris bok Röda draken. Planen var att det skulle bli sju säsonger; de tre första baserat på eget material, den fjärde om Röda draken, den femte om När lammen tystnar, den sjätte om boken Hannibal av Harris (1999) och den sjunde och sista säsongen skulle handla om en egenskriven berättelse om Hannibals slut. Serien las dock ner efter tre säsonger på grund av sviktande tittarsiffror.

## Rollista

### Huvudroller
- Hugh Dancy – Will Graham
- Mads Mikkelsen – Dr. Hannibal Lecter
- Caroline Dhavernas – Dr. Alana Bloom
- Hettienne Park – Beverly Katz (säsong 1–2)
- Laurence Fishburne – Jack Crawford
- Scott Thompson – Dr. Jimmy Price
- Aaron Abrams – Brian Zeller

### Återkommande roller
- Kacey Rohl – Abigail Hobbs
- Vladimir Cubrt – Garrett Jacob Hobbs (säsong 1)
- Lara Jean Chorostecki – Fredricka "Freddie" Lounds
- Raúl Esparza – Dr. Frederick Chilton (säsong 1–2)
- Gillian Anderson – Dr. Bedelia Du Maurier
- Eddie Izzard – Dr. Abel Gideon (säsong 1–2)
- Anna Chlumsky – Miriam Lass
- Gina Torres – Phyllis "Bella" Crawford
- Cynthia Nixon – Kade Prurnell (säsong 2)
- Katharine Isabelle – Margot Verger (säsong 2–3)
- Michael Pitt – Mason Verger (säsong 2)

## Priser och utmärkelser
| År   | Pris                                                                     | Kategori                                                            | Nominerad(e)            | Resultat  |
| ---- | ------------------------------------------------------------------------ | ------------------------------------------------------------------- | ----------------------- | --------- |
| 2013 | Online Film & Television Association Awards                              | Best Guest Actress in a Drama Series                                | Gillian Anderson        | Nominerad |
| 2013 | Online Film & Television Association Awards                              | Best New Theme Song in a Series                                     |                         | Nominerad |
| 2013 | Online Film & Television Association Awards                              | Best New Titles Sequence                                            |                         | Nominerad |
| 2014 | IGN Awards                                                               | Best TV Actor                                                       | Hugh Dancy              | Nominerad |
| 2014 | IGN Awards                                                               | Best TV Horror Series                                               |                         | Vann      |
| 2014 | IGN Awards                                                               | Best TV Villain                                                     | Mads Mikkelsen          | Nominerad |
| 2014 | IGN Awards                                                               | Best TV Series                                                      |                         | Nominerad |
| 2014 | IGN Awards                                                               | Best New TV Series                                                  |                         | Vann      |
| 2014 | 40th Saturn Awards\|Saturn Awards                                        | Best Network Television Series                                      |                         | Vann      |
| 2014 | 40th Saturn Awards\|Saturn Awards                                        | Saturn Award for Best Actor on Television\|Best Actor on Television | Hugh Dancy              | Nominerad |
| 2014 | 40th Saturn Awards\|Saturn Awards                                        | Saturn Award for Best Actor on Television\|Best Actor on Television | Mads Mikkelsen          | Vann      |
| 2014 | 40th Saturn Awards\|Saturn Awards                                        | Best Guest Star on Television                                       | Gina Torres             | Nominerad |
| 2014 | Critics' Choice Television Award                                         | Best Drama Actor                                                    | Hugh Dancy              | Nominerad |
| 2014 | EWwy Award                                                               | Best Drama Series                                                   |                         | Vann      |
| 2014 | EWwy Award                                                               | Best Guest Actor, Drama                                             | Michael Pitt            | Nominerad |
| 2014 | Online Film & Television Association Awards                              | Best Actor in a Drama Series                                        | Mads Mikkelsen          | Nominerad |
| 2015 | 19th Satellite Awards\|Satellite Awards                                  | Best Actor – Television Series Drama                                | Mads Mikkelsen          | Nominerad |
| 2015 | 19th Satellite Awards\|Satellite Awards                                  | Best Television Series – Drama                                      |                         | Nominerad |
| 2015 | IGN Awards                                                               | Best TV Series                                                      |                         | Vann      |
| 2015 | IGN Awards                                                               | Best TV Horror Series                                               |                         | Vann      |
| 2015 | IGN Awards                                                               | Best TV Villain                                                     | Mads Mikkelsen          | Vann      |
| 2015 | IGN Awards                                                               | Best TV Episode                                                     | "Mizumono"              | Nominerad |
| 2015 | 41st Saturn Awards\|Saturn Awards                                        | Best Network Television Series                                      |                         | Vann      |
| 2015 | 41st Saturn Awards\|Saturn Awards                                        | Best Actor on Television                                            | Hugh Dancy              | Vann      |
| 2015 | 41st Saturn Awards\|Saturn Awards                                        | Best Actor on Television                                            | Mads Mikkelsen          | Nominerad |
| 2015 | 41st Saturn Awards\|Saturn Awards                                        | Best Supporting Actor on Television                                 | Laurence Fishburne      | Vann      |
| 2015 | 41st Saturn Awards\|Saturn Awards                                        | Best Supporting Actress on Television                               | Caroline Dhavernas      | Nominerad |
| 2015 | 41st Saturn Awards\|Saturn Awards                                        | Best Guest Star on Television                                       | Michael Pitt            | Nominerad |
| 2015 | 41st Saturn Awards\|Saturn Awards                                        | Best DVD or Blu-ray TV Series                                       | Säsong 2                | Nominerad |
| 2015 | Fangoria Chainsaw Awards\|Fangoria Chainsaw Awards 2015                  | Best TV Series                                                      |                         | Nominerad |
| 2015 | Fangoria Chainsaw Awards\|Fangoria Chainsaw Awards 2015                  | Best TV Actor                                                       | Hugh Dancy              | Nominerad |
| 2015 | Fangoria Chainsaw Awards\|Fangoria Chainsaw Awards 2015                  | Best TV Actor                                                       | Mads Mikkelsen          | Nominerad |
| 2015 | Fangoria Chainsaw Awards\|Fangoria Chainsaw Awards 2015                  | Best TV Supporting Actress                                          | Gillian Anderson        | Vann      |
| 2015 | Fangoria Chainsaw Awards\|Fangoria Chainsaw Awards 2015                  | Best TV Makeup/Creature FX                                          | Francois Dagenais       | Nominerad |
| 2016 | 6th Critics' Choice Television Awards\|Critics' Choice Television Awards | Best Drama Actor                                                    | Hugh Dancy              | Nominerad |
| 2016 | 6th Critics' Choice Television Awards\|Critics' Choice Television Awards | Best Guest Performer in a Drama Series                              | Richard Armitage        | Nominerad |
| 2016 | IGN Awards                                                               | Best TV Series                                                      |                         | Nominerad |
| 2016 | IGN Awards                                                               | Best TV Horror Series                                               |                         | Vann      |
| 2016 | IGN Awards                                                               | Best TV Villain                                                     | Richard Armitage        | Vann      |
| 2016 | IGN Awards                                                               | Best TV Episode                                                     | "The Wrath of the Lamb" | Vann      |
| 2016 | Fangoria Chainsaw Awards\|Fangoria Chainsaw Awards 2016                  | Best TV Series                                                      |                         | Nominerad |
| 2016 | Fangoria Chainsaw Awards\|Fangoria Chainsaw Awards 2016                  | Best TV Actor                                                       | Hugh Dancy              | Nominerad |
| 2016 | Fangoria Chainsaw Awards\|Fangoria Chainsaw Awards 2016                  | Best TV Actor                                                       | Mads Mikkelsen          | Nominerad |
| 2016 | Fangoria Chainsaw Awards\|Fangoria Chainsaw Awards 2016                  | Best TV Actress                                                     | Caroline Dhavernas      | Nominerad |
| 2016 | Fangoria Chainsaw Awards\|Fangoria Chainsaw Awards 2016                  | Best TV Supporting Actor                                            | Richard Armitage        | Vann      |
| 2016 | Fangoria Chainsaw Awards\|Fangoria Chainsaw Awards 2016                  | Best TV Supporting Actress                                          | Gillian Anderson        | Vann      |
| 2016 | Fangoria Chainsaw Awards\|Fangoria Chainsaw Awards 2016                  | Best TV Makeup/Creature FX                                          | Francois Dagenais       | Nominerad |
| 2016 | 42nd Saturn Awards\|Saturn Awards                                        | Best Action-Thriller Television Series                              |                         | Vann      |
| 2016 | 42nd Saturn Awards\|Saturn Awards                                        | Best Actor on Television                                            | Mads Mikkelsen          | Nominerad |
| 2016 | 42nd Saturn Awards\|Saturn Awards                                        | Best Supporting Actor on Television                                 | Richard Armitage        | Vann      |
| 2016 | 42nd Saturn Awards\|Saturn Awards                                        | Best Supporting Actress on Television                               | Gillian Anderson        | Nominerad |
| 2016 | Emmy Awards                                                              | Outstanding Special Visual Effects                                  | "Primavera"             | Nominerad |